# Dyrnæs
Dyrnæs est un site contenant des ruines vikings situé à quelques kilomètres au nord de la commune de Narsaq, dans le sud du Groenland.
Selon Ívar Bárðarson, Dyrnæs était à l'époque viking l'une des plus grandes paroisses du Groenland. Elle se composait d'une église et de plusieurs fermes et couvrait probablement toute la partie occidentale de la péninsule de Narsaq. Les ruines de l'église ont été découverts lors d'une fouille archéologique effectuée en 1932. Aujourd'hui, quelques pierres dispersées dessinent encore les fondations de l'église qui fut, selon l'historien islandais Þormóður Torfason, la première de toutes les églises qui ont été construites au Groenland.